# ویتوریو دوسه
ویتوریو دوسه (ایتالیایی: Vittorio Duse؛ ‏ ۲۱ مارس ۱۹۱۶ – ۲ ژوئن ۲۰۰۵) بازیگر، کارگردان و فیلم‌نامه‌نویس اهل ایتالیا بود.
از فیلم‌هایی که وی در آن نقش داشته‌است، می‌توان به در آخرین لحظه، اعتراض عمومی، پدرخوانده: قسمت سوم، یوزپلنگ، دیوارهای مالاپاگا، به من میگن پاگنده، بازجویی از یک شهروند دور از سوءظن، آوریل افسون‌شده، من کاپاتاز هستم، شفق قطبی، سندیکا: مرگی در باند تبهکاران، مسیر نفرت و خرابکاران اشاره کرد.